# ミンク腸炎ウイルス
ミンク腸炎ウイルス（ミンクちょうえんウイルス、Mink enteritis virus:MEV）とはミンクに腸炎を引き起こすパルボウイルス科パルボウイルス属の一種。ミンク腸炎ウイルスは小型(18-26 nm)、球形のウイルスであり、ゲノムとして一本鎖DNAを持つ。症状は一般に4-7日の潜伏期の後に現れる。ウイルスは十二指腸、空腸、時には回腸、結腸、盲腸の陰窩上皮細胞内で増殖する。疾病の重篤度は陰窩上皮のネクローシスが直接的に関与する。
ミンクのウイルス性腸炎について最初に認識されたのは1947年におけるカナダ南部の牧場のミンク間での流行である。その後、ミンクのウイルス性腸炎はアメリカ合衆国、ヨーロッパへと拡がった。